# Steven Wright (Basketballspieler)
Steven Wright (* 7. August 1983 in Dayton, Ohio) ist ein US-amerikanischer Basketballtrainer und ehemaliger -spieler. Nach vier Spielzeiten in der deutschen Basketball-Bundesliga bei verschiedenen Vereinen spielte Wright zuletzt zu Beginn der Saison 2011/12 im finnischen Lahti in der Korisliiga.

## Werdegang

### Spieler
Zwischen 2003 und 2006 spielte Wright in seinem Heimatstaat für Bowling Green State University in der ersten NCAA-Division. Vor seinem Abschlussjahr wechselte er in die zweite NCAA-Division an die Northern Kentucky University. Dort hatte er ein sehr erfolgreiches Jahr und wurde ins All-American First Team der Division berufen, welches den landesweit fünf besten Basketballspielern des Jahres dieses Hochschulverbands entspricht.
Nach seinem Hochschulabschluss unterschrieb Wright einen Profivertrag in Deutschland beim Bundesligisten New Yorker Phantoms Braunschweig. In der darauffolgenden Saison 2008/09 verpflichteten ihn die Paderborn Baskets, bei denen er mit dem ebenfalls aus Dayton stammenden Nathan Peavy zusammenspielte und die Play-offs der Basketball-Bundesliga erreichte. Im November 2009 unterzeichnete er einen Vertrag beim Ligakonkurrenten Tigers Tübingen und erreichte mit dem Verein in der Saison 2009/10 eine Mittelfeldplatzierung. Kurz vor Saisonbeginn der Spielzeit 2010/11 wurde Wright vom sportlichen Absteiger der Vorsaison Gloria Giants Düsseldorf verpflichtet, der den Ligaverbleib nur über den Erwerb einer Wild Card gesichert hatte. Die Rheinländer landeten erneut auf einem Abstiegsplatz und stiegen diesmal in die ProA ab. Wright verließ die Bundesliga und wechselte nach Finnland. Dort löste er nach einem Monat seinen Vertrag bei Namika Lahti aus nach seinen eigenen Angaben familiären Gründen.

### Trainer
In seinem Heimatland wurde Wright als Trainer tätig. In der Saison 2012/13 war er in der Stadt Williams im Bundesstaat Kentucky Assistenztrainer an der University of the Cumberlands. Hernach hatte er von 2013 bis 2016 an der Columbus State Community College eine Stelle als Assistenztrainer inne. Als Cheftrainer betreute Wright zwischen 2017 und 2019 in Cincinnati die Mannschaft der Princeton High School. In der Saison 2019/20 gehörte er dem Trainerstab der Cleveland State University an. Von 2020 bis 2023 war Wright dann Assistenztrainer an der Bowling Green State University. Er wechselte zur Spielzeit 2023/24 an die Duquesne University. Auch dort war Wright als Assistenztrainer beschäftigt und blieb zwei Jahre im Amt. Ende April 2025 gab die University of Missouri seine Verpflichtung als Assistenztrainer bekannt.